# 景龙社区
景龍社区，是中国廣東省深圳市龙华区龙华街道下辖的一个社区。
與油松社区、三联社区、清湖社区相鄰。龍華街道辦事處、龍華醫院、龍華文化廣場、龍華公園位於該地區。